# I Like the Sound of That
«I Like the Sound of That» — песня американской кантри-группы Rascal Flatts, вышедшая в качестве четвёртого сингла с их 9-го студийного альбома Rewind. Релиз прошёл 31 августа 2015 года. Песня написана Jesse Frasure вместе с певицей Meghan Trainor и Shay Mooney из кантри-дуэта Dan + Shay. Песня стала 13-м синглом, достигшим первой позиции в кантри-чарте США.

## История
Песня «перечисляет ряд слухов, с которыми все знакомы, но использует их как символ. В первой стррофе это утренний душ, кофейник и дверной замок. Все это означает, что главный персонаж будет проводить несколько часов отдельно от его возлюбленного».
Песня получила положительные отзывы музыкальной критики, например от Taste of Country.
Песня вошла в чарт Country Airplay (Billboard) с позиции № 40 в дату 10 октября 2015 года и на № 45 в чарте Hot Country Songs спустя неделю. 30 апреля 2016 года песня достигла первого места в Country Airplay, став для трио их 13-м чарттоппером, впервые после «Banjo» (2012).
К августу 2016 года тираж сингла составил 362,000 копий в США.

## Музыкальное видео
Режиссёром видеоклипа стали Kenny Jackson и John Stephens, а премьера прошла в декабре 2015 года.

## Позиции в чартах

### Еженедельные чарты
| Чарт (2015)                         | Наивысшая позиция |
| ----------------------------------- | ----------------- |
| Канада (Billboard Canadian Hot 100) | 71                |
| Канада (Billboard Country)          | 2                 |
| США (Billboard Hot 100)             | 52                |
| США (Billboard Country Airplay)     | 1                 |
| США (Billboard Hot Country Songs)   | 8                 |

### Годовые итоговые чарты
| Чарт (2016)                       | Позиция |
| --------------------------------- | ------- |
| США Country Airplay (Billboard)   | 8       |
| США Hot Country Songs (Billboard) | 33      |

## Сертификация
| Регион                                                                      | Сертификация | Продажи   |
| --------------------------------------------------------------------------- | ------------ | --------- |
| США (RIAA)                                                                  | Платиновый   | 1 000 000 |
| Данные о продажах + прослушиваниях приведены только на основе сертификации. |              |           |